# Organski spoj
Organski spoj je kemijski spoj, koji sadrži ugljik, a svi ostali spojevi pripadaju anorganskim spojevima. Iznimke su: ugljični monoksid, ugljični dioksid, ugljična kiselina i njene soli, karbonati, cijanidi, metalni karbonili (koji pripadaju u kompleksne spojeve) i alotropske modifikacije ugljika poput dijamanta i grafita, koji su anorganski spojevi. Organski spojevi nisu samo spojevi koji se nalaze u živom svijetu, već se mnogi od njih sintetiziraju i umjetno u laboratoriju, a ne nalaze se u živim organizmima.
Organska kemija bavi se proučavanjem organskih spojeva. Organska sinteza bavi se načinom njihovog dobivanja.

## Vitalistička teorija
Naziv organski spoj nastao je u vrijeme kada se vjerovalo, da se spojevi koji se nalaze u živoj prirodi (flora i fauna) mogu pojaviti samo u živim organizmima pod utjecajem životne snage (lat. vis vitalis) i ti se spojevi nazivaju organskim i takvo je razumijevanje bilo nazvan znanošću o vitalnosti. Ostali spojevi pronađeni u mineralnom svijetu, tj. nežive prirode nazivaju se anorganskim.
Njemački kemičar Friedrich Weller slučajno je dobio tvar isparavanjem vodene otopine amonijevog cijanata 1828. godine, koju je uspješno identificirao kao ureu. To je spoj, koji je bio poznat već tada i izoliran je iz mokraće životinja, a danas je poznat kao značajan krajnji produkt metabolizma sisavaca. Wellerovom sintezom poništen je postulat, da je nemoguće dobiti organski spoj iz anorganskih prekursora.
Ovo je otkriće označilo prekretnicu u razvoju organske kemije koja je dovela do njenog velikog širenja. Nakon Wellerove sinteze slijedili su i drugi eksperimenti u kojima su dobivene druge organske tvari.

## Suvremena klasifikacija
Čak i nakon što je vitalistička teorija osporena, zadržana je podjela na organske i anorganske spojeve. Iz godine u godinu broj sintetiziranih ugljikovih spojeva povećavao se, neki od njih nisu pronađeni u prirodi i imali su svojstva slična drugim ranije poznatim organskim spojevima. S obzirom na sve veći broj sintetiziranih ugljikovih spojeva, podjela kemijskih spojeva na organske i anorganske zadržana je radi lakšeg proučavanja, ali je dobila novo značenje: organski spojevi su ugljikovi spojevi, a spojevi svih ostalih elemenata anorganski spojevi. Mnogi danas poznati organski spojevi nemaju puno veze sa spojevima koji se nalaze u živim organizmima.

## Klasifikacija
Organski spojevi mogu se klasificirati na razne načine. Prema strukturi ugljikovog niza (kostura), organski se spojevi dijele u dvije velike skupine: aciklički spojevi (atomi ugljika čine otvoreni niz) i ciklični (atomi ugljika čine prsten). Ciklički spojevi dijele se na: karbocikličke (prsten čine samo C-atomi) i heterocikličke (prsten čine C-atomi i jedan ili više heteroatoma, najčešće dušik, kisik ili sumpor).
Karbocikličke spojeve možemo dalje podijeliti na: alicikličke (slične po kemijskim svojstvima acikličkim spojevima) i aromatične (spojeve koji pokazuju posebna kemijska svojstva, osim acikličkih spojeva).
Daljnja podjela vrši se prema funkcionalnoj skupini.
Drugi kriterij za podjelu mogu biti spojevi koji se nalaze u prirodi ili su dobiveni umjetnim putem. Također se mogu podijeliti prema veličini molekula na male molekule i polimere.

## Prirodni spojevi
Prirodni spojevi odnose se na one proizvedene u biljkama ili životinjama. Mnogi od njih i dalje se vade iz prirodnih izvora, jer bi bilo preskupo umjetno ih proizvoditi. Primjeri tih spojeva su: većina šećera, neki alkaloidi i terpenoidi, određene hranjive tvari poput vitamina B12, te općenito prirodni spojevi s velikim ili stereoizomerno kompliciranim molekulama u značajnim koncentracijama u živim organizmima.
Ostali spojevi koji su važni u biokemiji su: antigeni, ugljikohidrati, enzimi, hormoni, lipidi i masne kiseline, neurotransmiteri, nukleinske kiseline, proteini, peptidi i aminokiseline, lektini, vitamini i jestive masti i ulja.

## Sintetski spojevi
Sintetski spojevi odnose se na spojeve dobivene u laboratoriju reakcijom između ostalih spojeva. To mogu biti spojevi koji su već pronađeni u biljkama ili životinjama ili oni spojevi kojih nema u prirodi.
Većina polimera (koji uključuju razne plastike i gumu) organski su spojevi.